# 미국정신의학협회
미국정신의학협회(American Psychiatric Association, APA)는 미국에서 의학자, 정신과의 및 정신과 영역을 전문으로 하는 내과의사의 학회이다. 회원은 미국, 캐나다를 중심으로 세계각국에 미친다.
미국정신의학협회는 수많은 전문지(誌)를 편집·간행하고 있는 것 외에, DSM로 알려진 《정신질환 진단 및 통계 편람》을 발행하고, 50만부 이상을 출판한다.

## 역사
- 1844년, Association of Medical Superintendents of American Institutions for the Insane:AMSAII가 필라델피아에서 설립
- 1921년, 미국정신의학협회(American Psychiatric Association) 설립
- 1927년, 법인화
- 1948년, 정신의학의 새로운 표준 분류체계를 만드는 계획 개시
- 1952년, DSM I(초판) 출판

## 골드워터 룰
골드워터룰(Goldwater rule)이란, APA 윤리규정 제7.3절의 비공식 명칭이며, 정신과의가 공식석상에서 자신이 직접 진찰하지 않은 공적 인물에 대하여, 직업적인 의견을 꺼내거나 그들의 정신보건 상태를 논의하는 것은, 비윤리적인 행동이라 함을 정한 조항이다. 이것은 미국의 대통령 후보였던 배리 골드워터의 이름을 따 명명되었다.
이것은 1964년, Fact지(誌)에서 「보수파의 무의식: 배리 골드워터의 정신 특집」이라는 기사가 난 것으로 문제가 되었다. 이 기사에서는 정신과의들에게 당시의 상원의원 골드워터의 대통령 적임 여부를 묻는 투표를 실시했다. 골드워터는 이 기사에 명예훼손 소송을 걸어, $75,000의 배상이 인정되었다.
APA 윤리규정 제7.3절은 1973년에 제1판이 제정되어, 현재에 이르러서도 유효하다.
On occasion psychiatrists are asked for an opinion about an individual who is in the light of public attention or who has disclosed information about himself/herself through public media. In such circumstances, a psychiatrist may share with the public his or her expertise about psychiatric issues in general. However, it is unethical for a psychiatrist to offer a professional opinion unless he or she has conducted an examination and has been granted proper authorization for such a statement.
정신과의는 가끔 공중에서 각광 받는 사람이나, 언론에 자신의 정보를 공개하고 있는 사람에 대한 의견을 요청받는다. 이러한 상황에서 정신과의는 일반적인 정신의학 문제에 관한 전문지식을, 사람들에게 제공할 수 있다. 그러나, 당사자를 실제로 진찰하거나 정보공개에 대한 적절한 인가를 받지 않은 한, 정신과의가 전문가로서 의견을 제공하는 것은 비윤리적이다.

## 같이 보기
- 정신질환 진단 및 통계 편람
- 미국심리학회 (American Psychological Association, APA)